# دادگاه

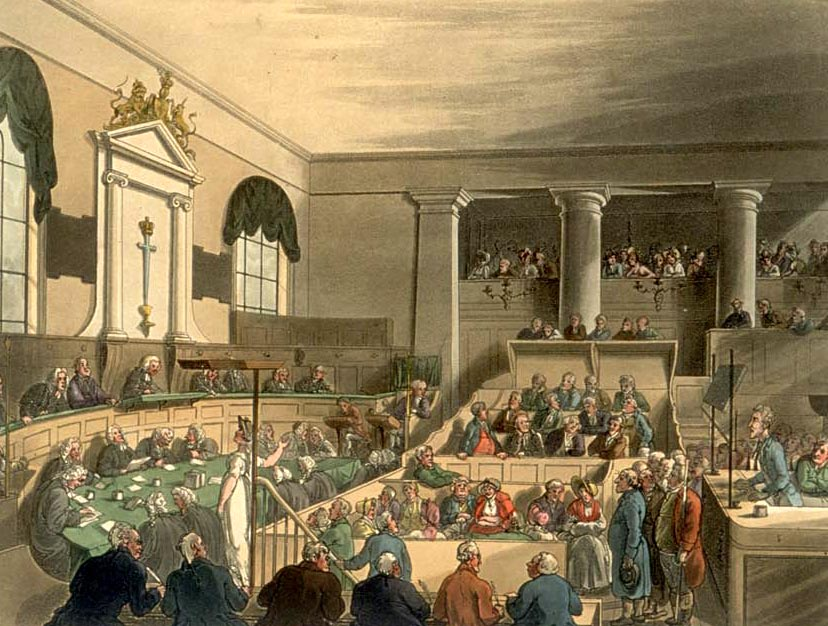
تصویری از دادگاه اولد بیلی لندن در سال ۱۸۰۸ میلادی

دادگاه  هر شخص یا مؤسسه‌ای است که غالباً به عنوان یک نهاد دولتی، دارای صلاحیت رسیدگی به اختلافات حقوقی بین طرفین و اجرای عدالت در امور مدنی، کیفری و اداری مطابق با قانون است . در هر دو نظام حقوقی سیویل لا و کامن لا دادگاه‌ها وسیله اصلی حل اختلاف هستند و عموماً اینطور درک می‌شود که همه افراد توانایی دارند که ادعاهای خود را به دادگاه معرفی کنند. به همین ترتیب، حقوق متهمان که متهم به یک جرم هستند، شامل حق دفاع از خود در دادگاه است.
سیستم دادگاه‌هایی که قانون را تفسیر و اجرا می کنند، در مجموع به عنوان دستگاه قضایی شناخته می‌شوند. در بسیار از کشورها برای رسیدگی به مسائل متفاوت دادگاه‌های مختلفی وجود دارد.

## صلاحیت دادگاه‌ها در ایران

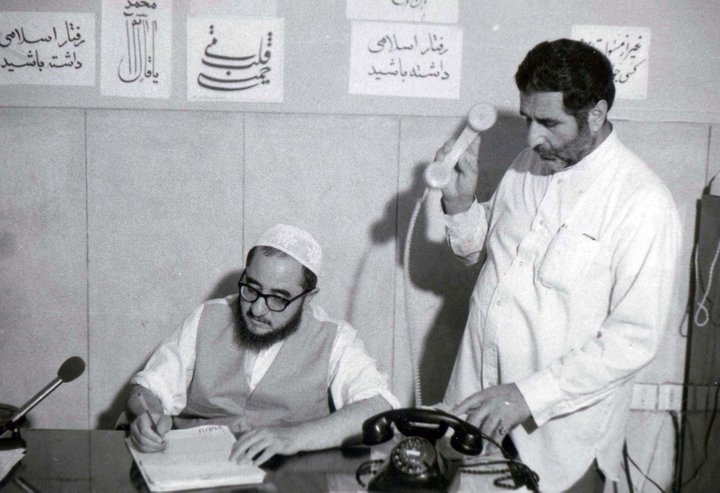
صادق خلخالی در مقام حاکم شرع دادگاه‌های انقلاب در دفتر کارش در زندان قصر.

صلاحیت دادگاه‌ها را به دو دسته، می‌توان تقسیم کرد: صلاحیت ذاتی، صلاحیت محلی.
صلاحیت محلی، غالباً مشخص‌کننده شایستگی دادگاه‌ها از حیث قلمرو جغرافیایی است؛ بنابراین دادگاه عمومی که در صنف، قضایی – در نوع، عمومی- و در درجه، نخستین است "دارای صلاحیت ذاتی برای رسیدگی به کلیه اختلافات می‌باشد مگر اختلافاتی که به موجب قانون، در صلاحیت دادگاه دیگری قرار داده شده باشد.
اما این دادگاه عمومی نمی‌تواند، صالح به رسیدگی نسبت به تمام دعاوی که در یک کشور رخ می‌دهد باشد. از این رو هر یک از محاکم عمومی از حیث قلمرو جغرافیایی، تنها در محدوده خود به اختلافات رسیدگی می‌کند؛ و به عبارت دیگر، دادگاه‌ها برای محلی کردن دعاوی از حیث محلی تقسیم می‌شوند، که آن صلاحیت محلی است. پس صلاحیت را این طور می‌توان تعریف کرد: که صلاحیت، توانایی (حق) و تکلیفی است که به موجب قانون، دادگاه و مراجع قضایی و غیر قضایی، در رسیدگی به دعاوی (شکایت) و حل اختلاف درمورد، آن دارا می‌باشند.
- دادگاه عمومی: محاکم عمومی، دادگاه‌هایی است که حق رسیدگی به همه دعاوی و اختلافات را دارند به جز آنچه را که قانون در صلاحیت مرجع دیگری قرار داده‌است. دادگاه عمومی به تشخیص رئیس قوه قضائیه در مراکز بخشها، شهرستان‌ها و نقاط معینی از شهرهای بزرگ تشکیل می‌شود. به موجب ماده ۴ قانون اصلاح تشکیل دادگاه‌های عمومی و انقلاب مصوب مهر ماه ۱۳۸۱ در هر حوزه قضایی که، دادگاه عمومی بیش از یک شعبه داشته باشد شعب به حقوقی و جزایی تقسیم می‌شود. دادگاه عمومی حقوقی تنها به امور حقوقی و دادگاه‌های جزایی تنها به امر کیفری رسیدگی می‌کنند. البته در موارد ضرورت دادگاه حقوقی به امور کیفری و دادگاه کیفری به امور حقوقی رسیدگی می‌کند. در این خصوص باید دانست که به موجب قانون معروف «تشکیل دادگاه خانواده» مصوب ۸/۵/۱۳۷۶ تعدادی از شعب دادگاه‌های عمومی به دعاوی خانواده اختصاص یافت تا از آن پس سایر شعب دادگاه عمومی حق رسیدگی به دعاوی خانواده را نداشته باشد.[۴]

الگو:دادگاه اختصاصی: این دادگاه صلاحیت رسیدگی به هیچ جرمی را ندارد مگر آنچه که قانون صریحا اجازه داده است.
- - دادگاه مدنی
  - دادگاه کیفری

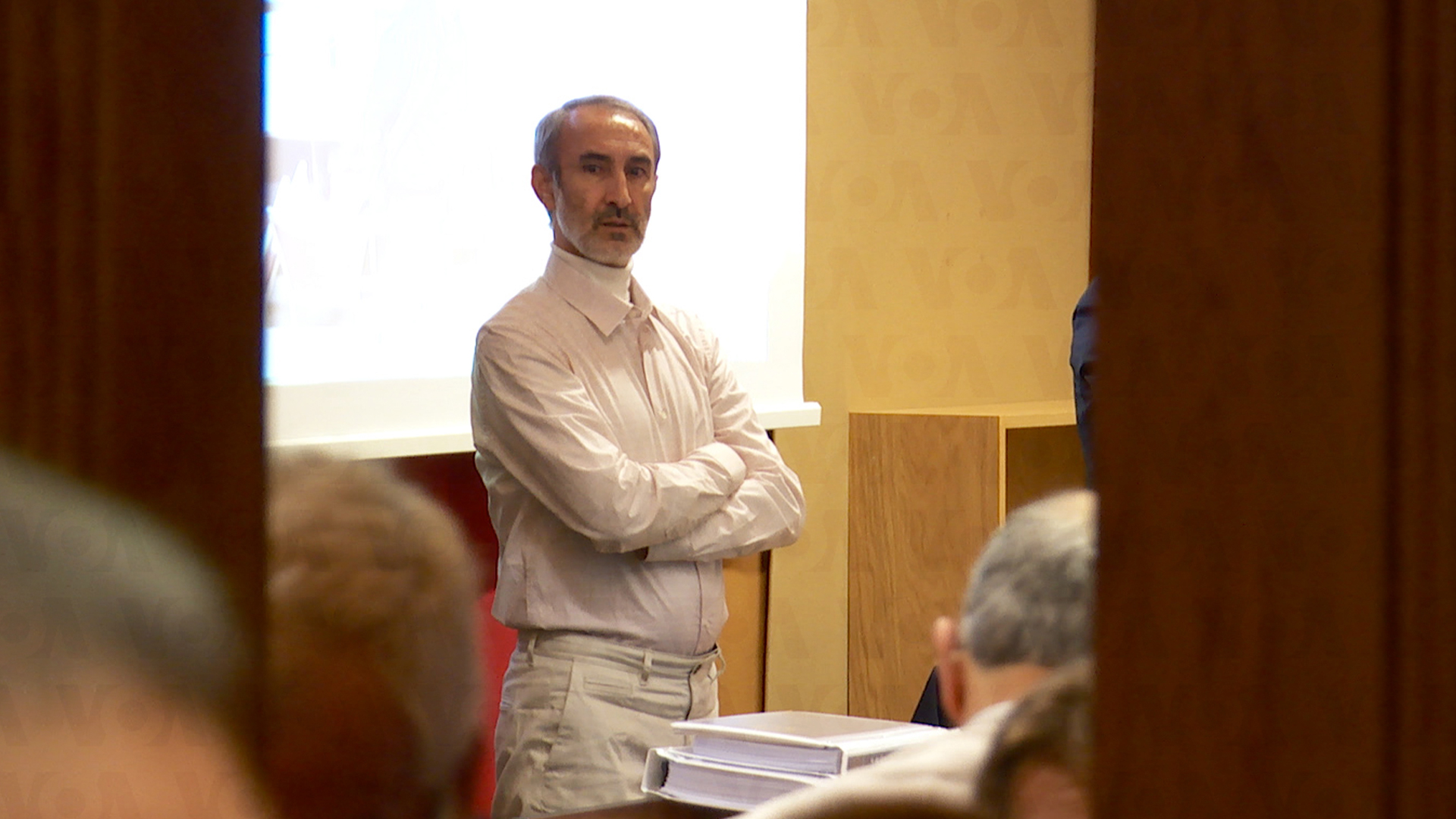
محاکمه نوری در سوئد

- دادگاه انقلاب: این واحد قضایی بیدرنگ پس از انقلاب اسلامی و با فرمان بنیان‌گذار جمهوری اسلامی ایران تأسیس و آغاز به کار کرد. این دادگاه از یک رئیس یا عضو علی‌البدل تشکیل می‌شود. دادگاه انقلاب در مراکز هر استان تشکیل می‌شود و به امری که بنابر قانون در صلاحیت آن است در محدودهی قضایی همان استان رسیدگی می‌کند.
- دادگاه ویژه روحانیت
- دادگاه خانواده

### در خارج از ایران
- دادگاه لاهه، که خود شامل مجموعه‌ای از چندین دیوان و دادگاه است:
  - دیوان دائمی داوری که از ۱۸۹۹ برای داوری مدنی تشکیل شده‌است.
  - دیوان دائمی دادگستری بین‌المللی که بخشی از جامعه ملل بود و از ۱۹۲۲ تا ۱۹۴۴ به اختلافات بین دولت‌ها رسیدگی می‌کرد.
  - دیوان بین‌المللی دادگستری که از سال ۱۹۴۵ تأسیس و جانشین دیوان دائمی دادگستری بین‌المللی شده‌است.
  - دیوان کیفری بین‌المللی که بر پایه اساسنامه رم تشکیل شده و به جرائم بین‌المللی افراد رسیدگی می‌کند.
  - دادگاه بین‌المللی کیفری یوگسلاوی سابق که برای رسیدگی به جرائم ارتکابی در کشور یوگسلاوی سابق ایجاد شده‌است.
  - دیوان بین‌المللی داوری که بخشی از اتاق بازرگانی بین‌المللی است و برای حل اختلافات تجاری بین‌المللی تأسیس شده‌است.